# 津西
津西（つにし）は神奈川県鎌倉市の町名。現行行政地名は津西一丁目及び津西二丁目。住居表示実施済み区域。

## 地理
鎌倉市の西端に位置し、鎌倉市の行政地区区分では腰越地域に属している。地形は南西から北東に向けて尖った、底辺の短い三角形状であり、地域の東側が一丁目、西側が二丁目となっている。他地域とは、西側は藤沢市片瀬及び片瀬目白山、北側は西鎌倉、南側は腰越、東側は住居表示未実施の津と腰越がモザイク状態でそれぞれ接している。地形は東側が北東から南西向かって開けた谷戸となっており準用河川である神戸川が流れ、そこから西側にかけて小高い丘陵地となっている。鎌倉市内の他の地域と同様に急傾斜地が多く坂も多い。全体的に住宅地として利用されているが、谷戸を中心に緑地保全区域が設定されており部分的に生産緑地としても利用されている。商業施設は地域の東側の境界上を走る県道沿いに点在する程度である。

### 地価
住宅地の地価は、2023年（令和5年）1月1日の公示地価によれば、津西1-22-2の地点で15万6000円/m2となっている。

## 歴史
江戸末期には幕府領となっていた。明治以降は鎌倉郡に属し、鎌倉市設立時から同市に属している。

### 沿革
- 1889年（明治22年）4月1日 - 町村制施行。津村と腰越村が合併し腰越津村となる。
- 1931年（昭和6年）1月1日 - 町制施行し、腰越町になる。
- 1939年（昭和14年）11月3日 - 鎌倉町と腰越町が合併し、鎌倉市となる。
- 1970年（昭和45年）1月1日 - 住居表示実施。津西として独立。

## 世帯数と人口
2023年（令和5年）9月1日現在（鎌倉市発表）の世帯数と人口は以下の通りである。
| 丁目       | 世帯数    | 人口    |
| ---------- | --------- | ------- |
| 津西一丁目 | 745世帯   | 1,810人 |
| 津西二丁目 | 454世帯   | 1,020人 |
| 計         | 1,199世帯 | 2,830人 |

### 人口の変遷
国勢調査による人口の推移。
| 年                 | 人口  |
| ------------------ | ----- |
| 1995年（平成7年）  | 2,709 |
| 2000年（平成12年） | 2,784 |
| 2005年（平成17年） | 2,895 |
| 2010年（平成22年） | 2,765 |
| 2015年（平成27年） | 2,929 |
| 2020年（令和2年）  | 2,915 |

### 世帯数の変遷
国勢調査による世帯数の推移。
| 年                 | 世帯数 |
| ------------------ | ------ |
| 1995年（平成7年）  | 904    |
| 2000年（平成12年） | 994    |
| 2005年（平成17年） | 1,091  |
| 2010年（平成22年） | 1,089  |
| 2015年（平成27年） | 1,171  |
| 2020年（令和2年）  | 1,217  |

## 学区
市立小・中学校に通う場合、学区は以下の通りとなる（2017年7月時点）。
| 丁目       | 番地            | 小学校               | 中学校             |
| ---------- | --------------- | -------------------- | ------------------ |
| 津西一丁目 | 10〜17番        | 鎌倉市立西鎌倉小学校 | 鎌倉市立手広中学校 |
| 津西一丁目 | 1〜9番 18〜31番 | 鎌倉市立腰越小学校   | 鎌倉市立腰越中学校 |
| 津西二丁目 | 全域            | 鎌倉市立腰越小学校   | 鎌倉市立腰越中学校 |

## 事業所
2021年（令和3年）現在の経済センサス調査による事業所数と従業員数は以下の通りである。
| 丁目       | 事業所数 | 従業員数 |
| ---------- | -------- | -------- |
| 津西一丁目 | 50事業所 | 341人    |
| 津西二丁目 | 18事業所 | 46人     |
| 計         | 68事業所 | 387人    |

### 事業者数の変遷
経済センサスによる事業所数の推移。
| 年                 | 事業者数 |
| ------------------ | -------- |
| 2016年（平成28年） | 57       |
| 2021年（令和3年）  | 68       |

### 従業員数の変遷
経済センサスによる従業員数の推移。
| 年                 | 従業員数 |
| ------------------ | -------- |
| 2016年（平成28年） | 353      |
| 2021年（令和3年）  | 387      |

## 交通
交通については東側の境界線に沿って神奈川県道304号腰越大船線が、北西側の境界線には鎌倉市道(かつて日本初の有料道路・自動車専用道路であった京浜急行線)が主要な道路となっている。交通機関は前述の鎌倉市道の上に湘南モノレールが敷設されており、地区内に駅はないが隣接する西鎌倉にある西鎌倉駅、片瀬山駅は津西と近接している。また、江ノ電バス及び京浜急行バスが路線バスを運行している。

## 施設
- 鎌倉津西郵便局

## その他

### 日本郵便
- 郵便番号 : 248-0034[3]（集配局 : 鎌倉郵便局[17]）。